# Hurwenen
Hurwenen est un village néerlandais de la commune de Maasdriel, situé dans la province du Gueldre.

## Géographie
Hurwenen est situé à 3 kilomètres à l'est de la ville de Zaltbommel, sur la rive gauche du Waal, dans le nord du Bommelerwaard.
Sur le territoire du village est situé le Kil van Hurwenen, un ancien méandre du Waal, coupé en 1639. Le Kil constitue une importante zone naturelle ornithologique.

## Histoire
Jusqu'au 1er juillet 1955, Hurwenen est une commune indépendante, sauf pendant trois ans, entre 1818 et 1821, où Hurwenen avait été rattaché de manière temporaire à Rossum. À cette date, la commune est rattachée à Rossum, et une partie de son territoire (Oensel) échoit à la commune de Kerkwijk. Depuis le 1er janvier 1999, Hurwenen fait partie de la commune de Maasdriel.
En 1840, la commune comptait 70 maisons et 449 habitants, dont 398 dans le bourg de Hurwenen et 51 à Oensel.

## Monuments
Vento Vivimus (nous vivons du vent) est un moulin à vent situé sur une petite colline, datant de 1875. Après avoir été très endommagé pendant la Seconde Guerre mondiale, il a été complètement restauré en 1975 ; depuis 1991, il est de nouveau en activité, géré par une association de meuniers bénévoles.